# 5.º Ejército Japonés de Área
El 5.º Ejército Japonés de Área (第5方面軍, Dai-go hōmen gun) fue un ejército de campo del Ejército Imperial Japonés durante las etapas finales de la Segunda Guerra Mundial. Vio combate contra la Unión Soviética en los territorios del norte de Japón.

## Historia
El 5.º Ejército Japonés de Área se formó el 16 de marzo de 1944 bajo el Mando de Defensa General como parte del último esfuerzo desesperado de defensa del Imperio del Japón para disuadir posibles desembarcos de las fuerzas aliadas en Hokkaidō, Karafuto/Sajalín del Sur y las Islas Chishima/Kuriles durante la Operación Downfall (u Operación Ketsugō (決号作戦, Ketsugō sakusen) en terminología japonesa). Permaneció directamente bajo las órdenes del Cuartel General Imperial y tenía su sede en Sapporo. El liderazgo del 5.º Ejército Japonés de Área también ocupó puestos equivalentes en el Ejército del Distrito Norte, y tuvo el honor de recibir sus nombramientos personalmente del Emperador Hirohito en lugar del Cuartel General Imperial.
Aunque los japoneses pudieron reunir un gran número de nuevos soldados, entrenarlos y equiparlos fue más difícil. En agosto, el ejército japonés tenía el equivalente a 65 divisiones en el archipiélago, pero solo equipamiento suficiente para 40 y solo munición suficiente para 30. El 5.º Ejército Japonés de Área estaba formado principalmente por reservistas mal entrenados, estudiantes reclutados y milicias de la guardia nacional. Además, los japoneses habían organizado los Cuerpos Voluntarios de Combate, que incluía a todos los hombres sanos de entre 15 y 60 años y mujeres de 17 a 40 años, para realizar tareas de apoyo en el combate y, en última instancia, de combate. En general, faltaban armas, entrenamiento y uniformes: algunos hombres iban armados con nada mejor que mosquetes de avancarga, arcos largos o lanzas de bambú; sin embargo, se esperaba que se conformaran con lo que tenían.

### Invasión soviética de Manchuria
Artículo principal: Batalla de Manchuria
Después de romper el Pacto de Neutralidad Soviético-Japonés, la Unión Soviética invadió Karafuto y las Islas Kuriles el 11 de agosto de 1945, solo cuatro días antes de la rendición de Japón. Aunque el Ejército Rojo superaba en número a la 88.ª División japonesa por tres a uno, no pudo avanzar hasta que llegaron refuerzos adicionales el 16 de agosto debido a la fuerte resistencia japonesa. Los combates reales continuaron hasta el 21 de agosto y la capital de Toyohara cayó el 25 de agosto.
Muchos soldados supervivientes del 5.º Ejército Japonés de Área en Karafuto y Chishima se convirtieron en prisioneros de guerra y fueron trasladados a Siberia y otras partes de la Unión Soviética hasta mediados de la década de 1950. Las unidades del 5.º Ejército Japonés de Área con base en Hokkaidō fueron desmovilizadas después de la rendición de Japón el 15 de agosto de 1945.

## Comandantes

### Comandante en Jefe
|   | Nombre                            | Desde               | Hasta                |
| - | --------------------------------- | ------------------- | -------------------- |
| 1 | Teniente General Kiichiro Higuchi | 16 de marzo de 1944 | 21 de agosto de 1945 |

### Jefe de Estado Mayor
|   | Nombre                         | Desde                   | Hasta                   |
| - | ------------------------------ | ----------------------- | ----------------------- |
| 1 | Mayor General Matsujiro Kimura | 16 de marzo de 1944     | 26 de diciembre de 1944 |
| 2 | Teniente General Saburo Hagi   | 26 de diciembre de 1944 | 21 de agosto de 1945    |